# الأميرة إدا

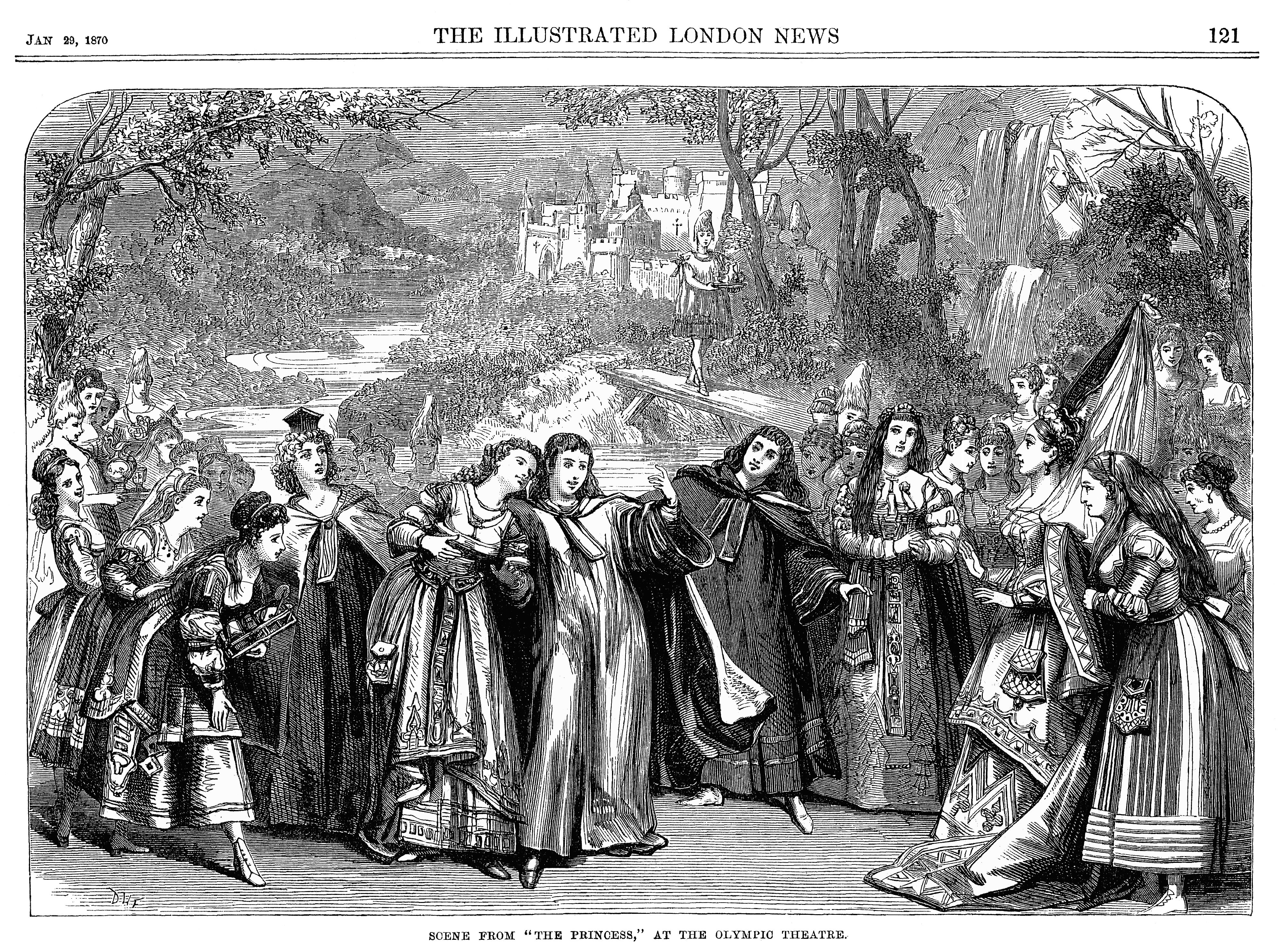

الأميرة إيدا أو «قلعة أدمانت»، هي أوبرا كوميدية وضع موسيقاها آرثر سوليفان ووضع النص الأوبرالي الشاعر الإنجليزي ويليام إشونك جلبرت. كان تعاونهما الاوبرالي الثامن من أصل أربعة عشر عملاً. أفتتحت أوبرا الأميرة إدا على مسرح سافوي يوم 5 كانون الثاني (يناير) عام 1884، ثم استمر عرضها ليصل إلى 246 عرض. تتحدث القصة عن الأميرة إدا التي تؤسس جامعة للنساء، ومن ثم تدرّس فيها أن النساء متفوقات على الرجال وأنهن يجب أن يحكمن بدلاً منهم. يتسلل الأمير الذي كان متزوجاً منها إلى الجامعة مع صديقين له، وكان يهدف من ذلك لملمة كرامته. يتسلل الرجال متموهين على أنهم طالبات، لكن ينكشف أمرهم، وتبدأ الحرب بين الجنسين.
تهجو هذه الأوبرا الأنثوية وتعليم الإناث ونظرية التطور لداروين. فقد كانت هذه الموضوعات مثيرة للجدل في العصر الفكتوري في إنجلترا. تعتمد أوبرا الأميرة إدا على قصيدة سردية لألفريد تنيسون تعرف باسم الأميرة كتبها عام 1847، وقد وضع جيلبرت مسرحية موسيقية استناداً إلى هذه القصيدة عام 1870. وقد استخدم العديد من حوارات الأميرة إدا مباشرة من مسرحيته الهزلية التي تعود لعام 1870. وهي الأوبرا الوحيدة من أوبرات «جيلبرت وسوليفات» التي كان الحوار فيها شعراً مرسلاً.
لا تعتبر أوبرا الأميرة إدا نجاحاً إذا قيست وفقاً لمعايير أوبرا سافوي، وذلك بسبب أن بعض العروض قدمت صيف عام 1884 الذي كان صيفاً حاراً في لندن لم تعتد المدينة عليه، ولم تنتعش في لندن حتى عام 1919. وعلى الرغم من ذلك، تعمل شركات احترافية وشركات هواة على أداء هذا العمل يومياً، لكنها ليست بشعبية ما قدم من أبرات سافوي.